# Иодко, Владимир Владимирович
Владимир Владимирович Иодко (1 ноября 1910 года — 29 октября 1976 года) — советский спортсмен (пулевая стрельба). Заслуженный мастер спорта СССР. Заслуженный тренер СССР. Общество ЦСКА (Москва). Чемпион мира. Участник Великой Отечественной войны.

## Биография
Предположительно, из литовского дворянского рода. Пришел в стрелковый спорт ещё до 1941 г.
Участник Великой Отечественной войны. В июле 1941 г. призван в РККА. С ноября 1941 г. служил командиром роты подвижных средств 92-го полка связи 31-й армии Западного фронта в звании ст. лейтенанта. За четкое обеспечение связи между штабом армии и штабами дивизий в сложный период 1941—1942 гг., в том числе под арт. и бомбовыми ударами противника, был награждён медалью «За боевые заслуги». За аналогичные действия в 1943 г. был награждён орденом «Красной Звезды» и повышен в звании до капитана. За аналогичные действия на территории Белоруссии, Польши и Германии в 1944—1945 гг. был последовательно награждён орденами «Отечественной войны» 2-й и 1-й степеней.
После демобилизации выступал до 1947 г. за ВФСО «Динамо» (Москва), затем — за ДОСАРМ (Москва), позднее за ЦСКА.
В 1947, 1949, 1950 гг. становился чемпионом СССР по пулевой стрельбе в командном и личном зачетах. В 1949—1951 гг. также становился вторым призёром чемпионатов СССР по пулевой стрельбе в личном зачете, а в 1946 г. стал третьим призёром чемпионата СССР в личном зачете. Был председателем секции стрелкового спорта Москвы.
Десятикратный чемпион СССР 1947, 1949, 1950, трехкратный серебряный призёр СССР 1949, 1950, бронзовый призёр ЧСССР 1949, в 1950 г. в командном и личном зачетах, заслуженный мастер спорта СССР (1947), заслуженный тренер СССР. (1957).
В ЦСКА с 1963 по 1966 — начальник — старший тренер стрелковой команды. Подполковник.
Автор книг: «Стрелковые соревнования» (1951, 1956, в соавторстве), «Мастер меткого огня» (1953), «Подготовка судей по стрелковому спорту» (1958, 1963), «В помощь тренеру по стрелковому спорту» (1962), «Организация и судейство стрелковых соревнований» (1970).
Преподаватель кафедры физкультуры Московского химико-технологического института им. Д. И. Менделеева.
Скончался 29 октября 1976 года. Похоронен на 65-м участке Востряковского кладбища в Москве.

## Труды
- «Подготовка судей по стрелковому спорту» (1958),
- «В помощь тренеру по стрелковому спорту» (1962),
- «Организация и судейство стрелковых соревнований» (1970)

## Награды
- Орден Красной звезды
- Отечественной войны I и II степени
- Медаль «За боевые заслуги»
- Медаль «За победу над Германией в Великой Отечественной войне 1941—1945 гг.»
- Медаль «За трудовую доблесть» (27.04.1957) — «за успехи, достигнутые в деле развития массового физкультурного движения в стране, повышения мастерства советских спортсменов, и успешное выступление на международных соревнованиях»